# Iacob Felix
Iacob Dimitrie Felix (n. 6 ianuarie 1832, Horschitz (Hořice v Podkrkonoší), Boemia (azi în Republica Cehă) - d. 19 ianuarie 1905, București) a fost un medic român de origine cehă-austriacă , membru titular (de la 30 iunie 1879) și vicepreședinte al Academiei Române (1885-1886).
Iacob Felix s-a stabilit la București în 1858, după absolvirea Facultății de Medicină din Viena. A fost o personalitate științifică în domeniul igienei, îndeplinind funcția de medic-șef al Capitalei și a participat la Războiul de Independență al României conducând spitalele militare din Turnu Măgurele.

## Tinerețea și studiile
Iacob Demeter Felix s-a născut la 6 ianuarie 1832 în localitatea Horschitz (azi Hořice v Podkrkonoší) din Boemia, Imperiul Austriac (azi în Republica Cehă). Tatăl său, Samson Felix, era învățător, familia lui fiind o familie austriacă.
Iacob Felix a urmat liceul în orașul Gitschin (azi Jičín) și apoi la Praga, trecându-și bacalaureatul în 1852 . În același an s-a înscris la Facultatea de Medicină a Universității Caroline din Praga. În 1855 s-a transferat la Facultatea de Medicină a Universității din Viena (Alma mater Rudolphina).
La 22 ianuarie 1858 obține titlul de doctor în medicină, la 15 aprilie 1858 pe cel de magistru în obstetrică, iar la 20 aprilie pe cel de doctor în chirurgie. În perioada respectivă, regulamentul universitar austriac prevedea obligația de obținere a unei diplome în fiecare din cele trei ramuri principale ale medicinei.
După absolvirea facultății, doctorul Iacob Felix a decis să încerce să-și exercite meseria într-o țară în care nu se lovea de concurența unor confrați cu mijloace financiare mai importante și se duce la București unde, la 16 august 1858, se prezintă înaintea Consiliului medical al Țării Românești, pentru a obține permisul de liberă practică.
Pâna la moartea sa, Iacob Felix a profesat în cabinetul său construit în București pe strada Grigore Cobalcescu la numarul 22.